# Buonafede Vitali
Buonafede Vitali (Busseto, 3 luglio 1686 – Verona, 2 ottobre 1745) è stato un medico italiano.
Medico chirurgo e chimico d'avanguardia, ha ideato un nuovo modo di fare medicina conciliando la professione di medico con quella di teatrante, al fine di rendere la cura accessibile ai più.

## Primi passi, a scuola di retorica
Nato dal patrizio bussetano Giuseppe Vitali e la parmigiana Maria Carpi e discendente di una famiglia d'alto rango, all'età di dodici anni comincia a coltivare gli studi di filosofia, grammatica, retorica e dialettica presso l'Università di Parma, centro essenziale per l'azione culturale e religiosa della Compagnia di Gesù, nonché luogo di formazione della classe dirigente nel Sei-Settecento. Qui dunque Buonafede apprende l'eloquenza del discorso, una delle tante abilità di cui si servirà nella sua professione di medico saltimbanco.

## Quanto è incerta giovinezza
Retore alle prime armi, Buonafede trascorre gli anni giovanili sotto Francesco Farnese, Duca di Parma. In questi anni il territorio Parmense è uno dei teatri della Guerra di successione spagnola tra l'esercito francese del futuro Filippo V di Spagna e quello asburgico dell'imperatore Leopoldo I d'Asburgo, e il giovane Vitali assiste a queste vicende insieme al padre Giuseppe, castellano al servizio del duca Francesco. Ben presto però, a seguito di un acceso diverbio tra il duca e il padre Giuseppe, la famiglia Vitali si sposta in territorio veneziano dove Buonafede ottiene il grado di alfiere al servizio della stessa Repubblica di Venezia. Nonostante ciò Buonafede non si sente adatto all'impiego assegnatogli e prende in considerazione l'idea di intraprendere la carriera ecclesiastica; idea che però svanisce ben presto a favore di quella di farsi medico. 
Con questi propositi Vitali inizia a frequentare l'illustre Università di Parma e si scopre particolarmente interessato alla chimica e alla chirurgia, scienza d'avanguardia l'una e pratica antica l'altra. Diventare chirurgo in siffatti tempi di guerra può essere alquanto remunerativo, ma Vitali è un giovane con un ardente spirito d'iniziativa e dunque vuole accostare alla chirurgia l'arte di far guarire per mezzo di nuovi composti e preparati introdotti da questa nascente e prodigiosa scienza.

## L'esperienza di guerra e il soggiorno londinese
Ormai ventenne, Buonafede partecipa in veste di medico chirurgo a una battaglia che vede protagonisti l'esercito francese e quello piemontese: in questa occasione il giovane Vitali ha la possibilità di praticare la Chirurgia sui feriti e i moribondi di guerra sulla base di un'epistemologia di medico pratico, con la quale rimarrà coerente anche in futuro una volta diventato medico saltimbanco.
Ben presto però Vitali comincia a sentire sempre più forte il limite posto in Italia alla ricerca scientifica nel campo della Chimica e delle sue applicazioni alla medicina e decide dunque di trasferirsi per qualche tempo in Inghilterra, Paese scientificamente meno conformista e più libero. Qui a Londra nel 1710 Buonafede è testimone di una terribile epidemia di peste: a differenza della maggioranza, sostenitrice della teoria miasmatica, egli si schiera con coloro che ritengono che la causa della peste sia il contagio, come egli stesso chiarisce nel suo "Breve Trattato sulla peste, e sua origine".

## Giramondo instancabile
Dopo una permanenza a Londra di ben 3 anni, Buonafede inizia a viaggiare per il mondo. Viaggia tra le Fiandre, Bruges, Bruxelles, Liegi, Lovanio, Anversa, Amsterdam. Da qui parte e qui fa ritorno dopo un viaggio per terra e per mare nel Baltico, che lo vede tra le altre cose addetto in veste di sovrintendente alle miniere della Lapponia. Torna in patria nell'anno 1714 dove a Genova, all'età di 28 anni, si espone per la prima volta al pubblico con il nome dei senza nome, "l'Anonimo".

## Progetto di un mestiere nuovo
Già chirurgo militare preparato, operatore chimico qualificato, retore facondo e persuasivo, nel corso dei suoi numerosi viaggi in Europa Buonafede arricchisce ulteriormente il suo bagaglio di conoscenze ed è pronto ad intraprendere un nuovo mestiere basato sulla medicina da un lato e sul teatro dall'altro: il mestiere del medico saltimbanco. Esso non ha nulla a che fare con quello del ciarlatano nella sua accezione seicentesca di colui che coniuga comicità e ciarle. Quello intrapreso dal Vitali è infatti un mestiere che prevede innanzitutto la preparazione di composti confezionati secondo le regole imposte dalla Farmacia, poi l'impegno di venderli in pubblica piazza a buon prezzo ed infine la capacità di fare propaganda di tutto ciò. Perlopiù con il solo fine di rendere accessibile a tutti ciò che è da sempre monopolio di pochi: la cura. Inoltre Vitali sceglie di “salire sulla scena” con il nome dell'Anonimo, poiché la vera scienza è universale, e di accompagnare la vendita dei farmaci con piccoli spettacoli di sua invenzione, in modo da catturare l'attenzione dei più. Il Vitali riscuote così grande successo ed inevitabilmente anche le critiche dei “medici ufficiali” del tempo.

## I riconoscimenti ufficiali e i “dodici Arcani”
Nel 1719 l'Anonimo convola a nozze con Erminia Arsiero e in quello stesso anno pubblica una “Lettera scritta dall'Anonimo”, indirizzata all'amico veronese Scipione Maffei, in cui fa un primo bilancio delle proprie idee ed esperienze.
Successivamente nel 1724 Vitali viene dichiarato a Palermo Lettore pubblico di Chimica e Filosofia sperimentale e Direttore del laboratorio del Viceré Joaquin Fernandez, il quale gli assicura un'incondizionata protezione. Proprio in questo laboratorio Vitali realizza i suoi “dodici Arcani”, ritrovati chimici introdotti nell'opuscolo “Operibus credite”. Si tratta di preparati confezionati e messi in vendita con allegate posologia e istruzioni per l'uso, dagli scopi più disparati: un purgante, un depurativo, un sudorifero, un disinfettante, un dentifricio, un digestivo topico, un antidoto, un corroborante, un farmaco liberatorio, un cerotto polivalente, un lapis medicato e un amuleto contro il malocchio.

## Gli ultimi anni di vita
A 57 anni d'età l'Anonimo è all'apice della sua carriera, universalmente riconosciuto e stimato. È un medico apprezzato, un personaggio chiacchierato e criticato in virtù del suo mestiere di medico teatrante, un uomo dal temperamento ilare e carismatico e dal carattere affabile, un medico onesto e vicino ai bisogni dei più. Proprio a questa età dà alle stampe due opere di pregio: "Lettera e risposta del dottor Buonafede Vitali, protomedico in Verona, che tratta delle malattie contagiose", pubblicata nel 1743 e relativa alla peste di Messina e della Sicilia citeriore; "Li bagni di Caldiero" pubblicato postumo nel 1746.  
Buonafede Vitali muore il 2 ottobre 1745 a Verona, dove viene sepolto nella Chiesa dei SS. Apostoli.

## Le opere principali
Tra le opere principali di Buonafede Vitali si ricordano: Breve trattato sulla peste e sua origine pubblicato a Londra nel 1710, in cui il Vitali si schiera in favore della tesi contagionista in aperta polemica con i sostenitori di quella miasmatica; Lettera scritta dall'Anonimo pubblicata una prima volta senza precisa indicazione di data e una seconda volta nel 1732, in cui l'Anonimo fa un primo bilancio delle proprie idee ed esperienze definendosi tra le altre cose "pubblico operatore empirico"; Le Terme del Masino stampato a Milano nel 1734, in cui Vitali condensa tutta l'esperienza idrogeologica che ha accumulato negli anni; Lettera e risposta del Dottor Buonafede Vitali, protomedico in Verona, che tratta delle malattie contagiose del 1743; Li bagni di Caldiero pubblicati postumi nel 1746.